# Graphiurus surdus
Graphiurus surdus är en däggdjursart som beskrevs av Guy Dollman 1912. Graphiurus surdus ingår i släktet Graphiurus och familjen sovmöss. IUCN kategoriserar arten globalt som otillräckligt studerad. Inga underarter finns listade i Catalogue of Life.

## Utseende
Individerna blir 87 till 110 mm lång (huvud och bål), har en 65 till 82 mm lång svans och väger 18 till 34 g. Den korta och lena pälsen på ovansidan är gråbrun och pälsen vid buken bildas av gråa hår med vitaktiga spetsar. Svansen är täckt av bruna hår med flera vita hår inblandade. Kring nosen förekommer ofta mörka markeringar och kring ögonen finns vanligen mörka ringar vad som liknar en ansiktsmask. De korta bruna öronen är runda. Förutom könsorganen finns inga skillnader mellan hanar och honor.

## Utbredning och habitat
Denna sovmus förekommer i Afrika vid Guineabukten. Den lever i Kamerun, Ekvatorialguinea och nordöstra Gabon. Arten är bara känd från cirka 20 uppstoppade exemplar som förvaras i museer. Utbredningsområdet är ett lågland som är täckt av tropisk skog.

## Ekologi
Arten är främst aktiv på natten och den klättrar vanligen i växtligheten. I täta mörka skogar kan den även vara dagaktiv. Angående årstidsbundna vilotider finns två varianter inom släktet. Arten från södra och centrala Afrika håller vinterdvala eller faller tidvis i ett stelt tillstånd (torpor). Arter från västra Afrika är hela året aktiv. Just för Graphiurus surdus finns inga uppgifter. Arten är allätare som livnär sig av frön, nötter och frukter samt av insekter, ägg och andra smågnagare.
En individ hittades vilande i en hålighet i träd och liknande håligheter är troligen artens vanliga sovplatser.
Fortplantningssättet är troligen lika som hos andra arter av samma släkte.